# Hudeč
Hudeč (německy Hutsch) je malá vesnice v Železných horách. Patří pod obec Podmoklany. Leží v údolí v nadmořské výšce 570 m v Chráněné krajinné oblasti Železné hory. Její okolí je zařazeno v Územním systému ekologické stability. Krajina je zde značně výškově členitá (440–630 m n. m.). Strmé stráně skrývají četná svahová prameniště.
Architektura ve vsi Hudeč má typický podhorský charakter. Osada si zachovala původní ráz venkovské architektury 18. a poč. 19. století Nejstarší historické údaje o osídlování zdejších lokalit pocházejí z doby kolem roku 1542.

## Pamětihodnosti
- Dům čp. 4
- Dům čp. 7

## Obyvatelstvo
| Rok            | 1869 | 1880 | 1890 | 1900 | 1910 | 1921 | 1930 | 1950 | 1961 | 1970 | 1980 | 1991 | 2001 |
| -------------- | ---- | ---- | ---- | ---- | ---- | ---- | ---- | ---- | ---- | ---- | ---- | ---- | ---- |
| Počet obyvatel | 81   | 83   | 70   | 81   | 84   | 81   | 64   | 53   | 37   | 30   | 27   | 18   | 13   |

## Galerie

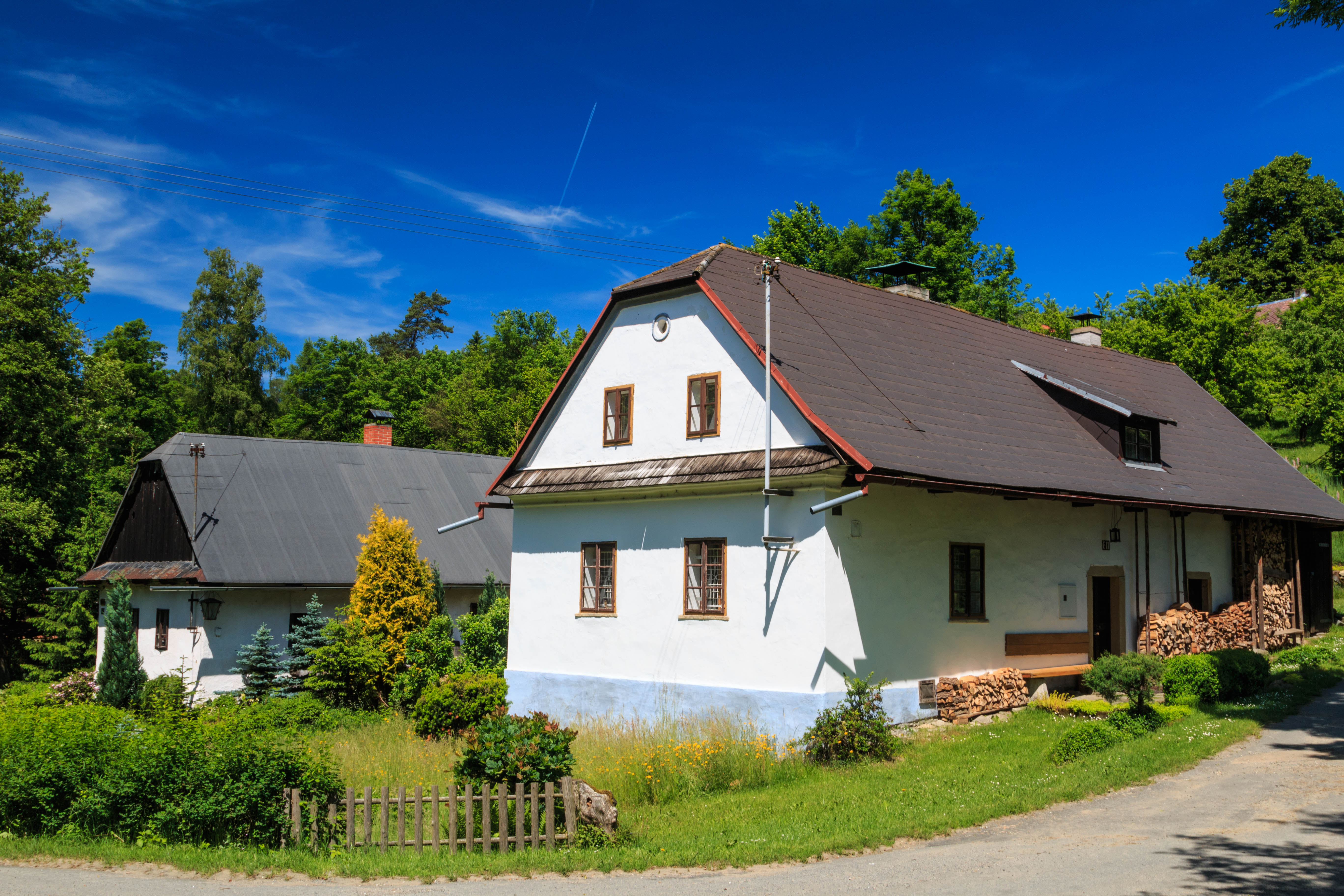
Dům če. 16, Hudeč
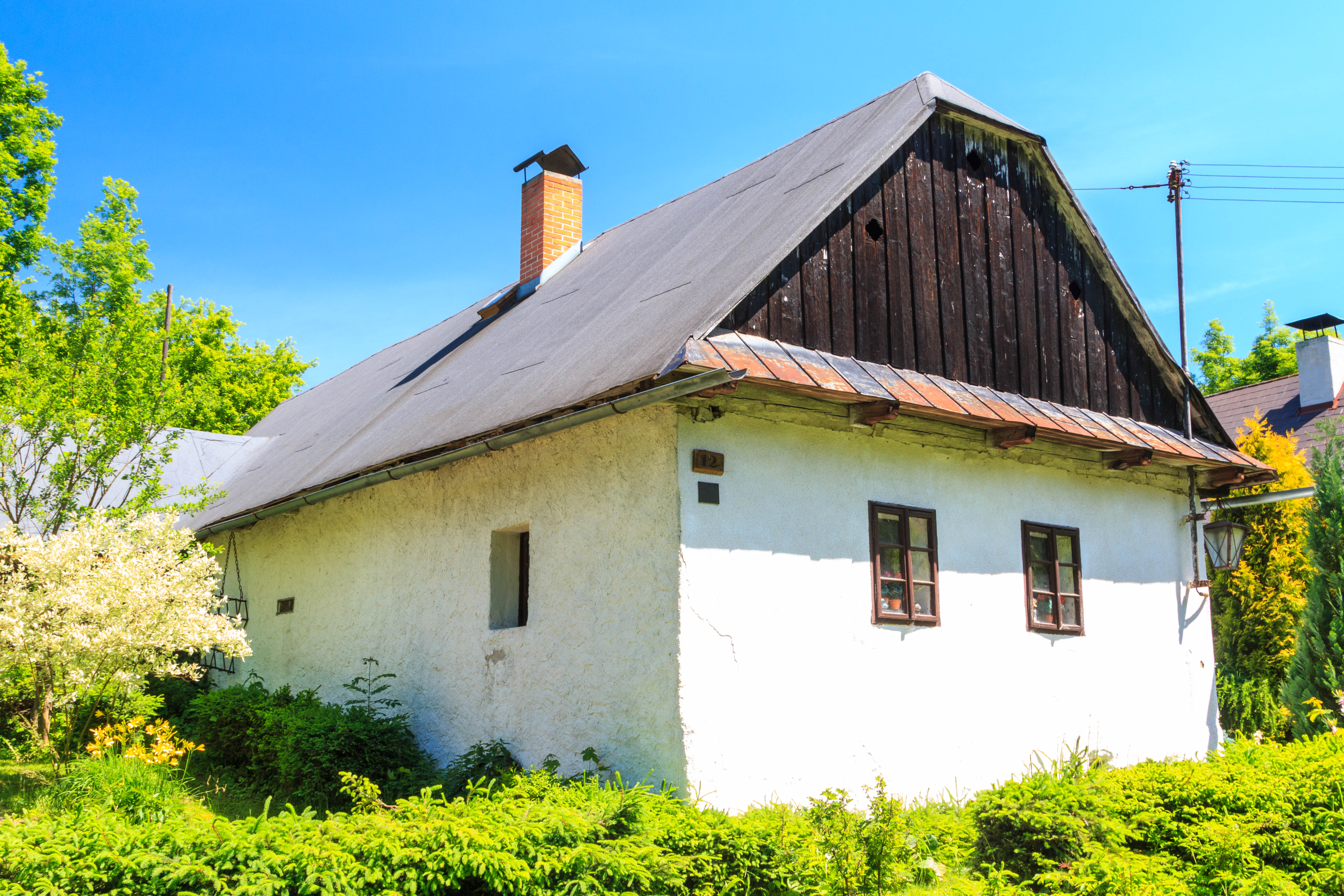
Dům čp. 12, Hudeč
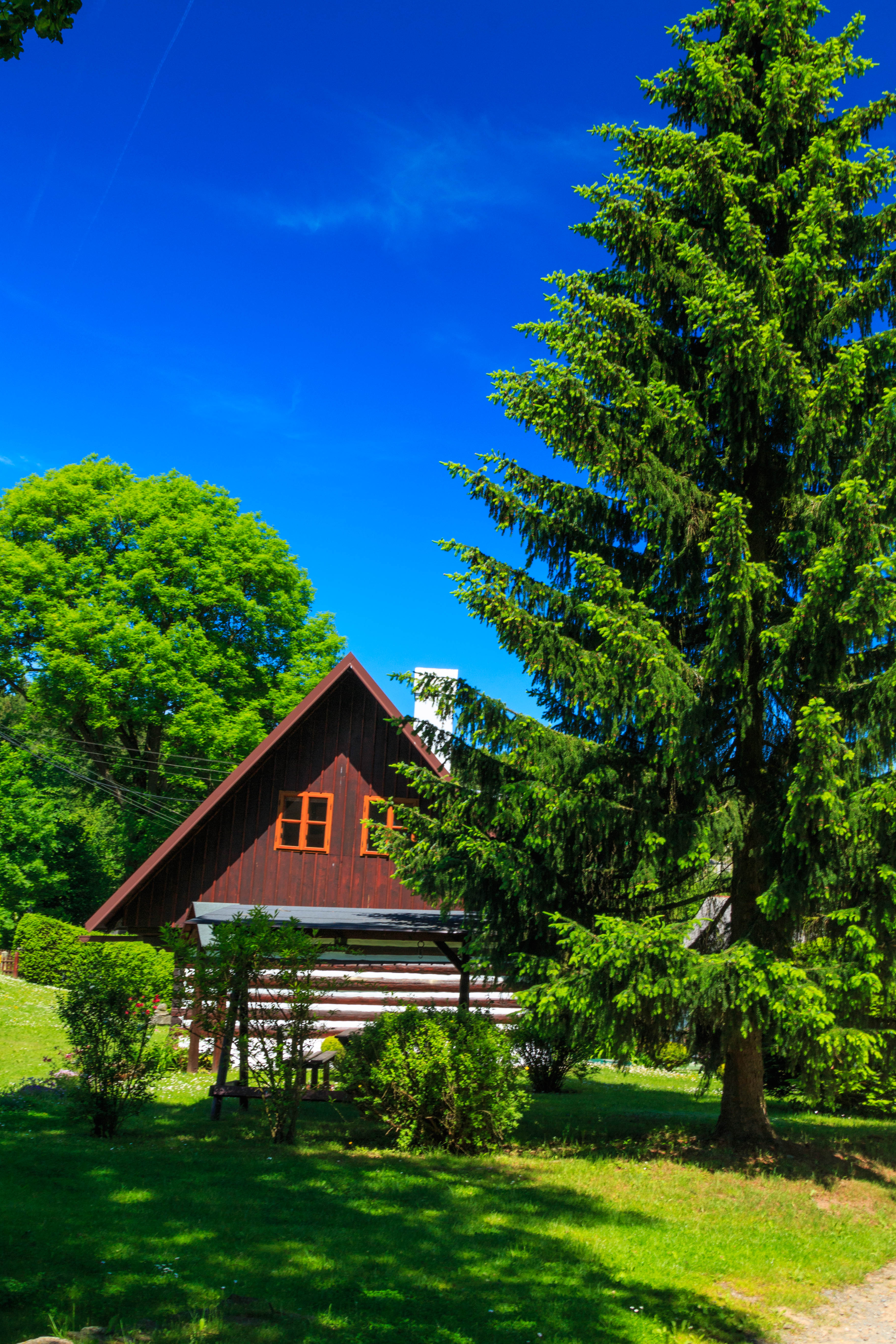
Dům čp. 4, Hudeč